# Chris Pontius (voetballer)
Christopher Richard Pontius (Yorba Linda, 12 mei 1987) is een Amerikaans voetballer. Hij debuteerde in 2009 in het betaald voetbal in het shirt van DC United, waarvoor hij in 2012 zijn honderdste competitiewedstrijd speelde. 

## Clubcarrière
Pontius werd als zevende gekozen door DC United in de MLS SuperDraft 2009. Op 22 maart 2009 maakte hij tegen Los Angeles Galaxy zijn debuut en ook direct zijn eerste doelpunt voor DC United. Pontius scoorde al enkele keren tegen grote teams uit Europa. Zo maakte hij op 23 mei 2010 DC United's tweede doelpunt in de 3-2-overwinning op AC Milan en op 25 juli 2012 maakte hij het tweede doelpunt voor de MLS All-Stars in hun 3-2-overwinning op Chelsea. 